# جون باركر (صانع الفخار)
جون باركر (بالإنجليزية: John Parker) هو صانع الفخار نيوزيلندي، ولد في 1947.